# Водовод (посёлок)
Водово́д — обезлюдевший посёлок в Малокарачаевском районе Карачаево-Черкесской Республики. 
Входит в состав муниципального образования Учкекенское сельское поселение.

## География
Посёлок расположен на левом берегу реки Эшкакон, двумя кварталами. Находится в 6 км к юго-западу от центра сельского поселения — Учкекен.
Уличная сеть не развита.

## Население
| 2002 | 2010 | 2021 |
| ---- | ---- | ---- |
| 91   | ↘0   | →0   |

## Инфраструктура
В посёлке расположены ГЭС и водохранилище.
Вблизи находятся объекты сельского хозяйства: кош, четыре МТФ, летник.